# Сомалийская африканская дрофа
Сомалийская африканская дрофа (лат. Neotis heuglinii) — вид птиц из семейства дрофиныхv.

## Этимология
Этот вид был назван в честь немецкого зоолога и путешественника Теодора Гейглина.

## Распространение
Сомалийские африканские дрофы распространены в полузасушливых регионах Восточной Африки, таких странах как Джибути, Эритрея, Кения, Эфиопия и Сомали.

## Описание
Это довольно крупный вид дроф, до 89 см в длину. Самцы весят 4—8 кг, самки гораздо меньше — 2,6—3 кг. Спина и крылья каштановые с белыми пятнышками. Маховые перья черные. Передняя часть головы черная, ближе к шее становится белой. Шея и грудь грязно-серого цвета. Грудь отделены от чисто белого брюха черной полосой. Клюв черный.

## Образ жизни
Сомалийские африканские дрофы живут парами или небольшими группами. Кочующие птицы. Питаются насекомыми, мелкими позвоночными, ягодами, цветами и травами. В северной части ареала сезон размножения с апреля по июнь, в южной части — с января по июнь. В кладке 2 яйца.